# Epimetasia monotona
Epimetasia monotona là một loài bướm đêm trong họ Crambidae.